# Кастел Риталди
Кастел Риталди (итал. Castel Ritaldi) је насеље у Италији у округу Перуђа, региону Умбрија.
Према процени из 2011. у насељу је живело 569 становника. Насеље се налази на надморској висини од 298 м.

## Становништво
| 1936. | 1951. | 1961. | 1971. | 1981. | 1991. | 2001. | 2011. |
| ----- | ----- | ----- | ----- | ----- | ----- | ----- | ----- |
| 2.476 | 2.746 | 2.526 | 2.006 | 2.188 | 2.521 | 3.071 | 3.319 |